# Freadelpha coronata
Freadelpha coronata är en skalbaggsart som först beskrevs av Jordan 1896.  Freadelpha coronata ingår i släktet Freadelpha och familjen långhorningar.
Artens utbredningsområde är Gabon. Inga underarter finns listade i Catalogue of Life.